# میهکل راود
میهکل راود (استونیایی: Mihkel Raud؛ زادهٔ ۱۸ ژانویهٔ ۱۹۶۹) سیاستمدار، نویسنده، بازیگر، موسیقی‌دان و نماینده مجلس اهل استونی است.